# Seguros Bolívar Open Cali 2014
Il Seguros Bolívar Open Cali 2014 è stato un torneo di tennis facente parte della categoria ATP Challenger Tour nell'ambito dell'ATP Challenger Tour 2014. È stata la 7ª edizione del torneo che si è giocato a Cali in Colombia dal 28 aprile al 4 maggio 2014 su campi in terra rossa e aveva un montepremi di $40,000+H.
Tra il 29 settembre e il 5 ottobre di quello stesso anno si tenne l'unica edizione dell'Open Cali II, altro torneo Challenger giocato a Cali.

## Partecipanti singolare

### Teste di serie
| Nazionalità     | Giocatore              | Ranking | Testa di serie |
| --------------- | ---------------------- | ------- | -------------- |
| Italia          | Paolo Lorenzi          | 85      | 1              |
| Rep. Dominicana | Víctor Estrella Burgos | 101     | 2              |
| Australia       | James Duckworth        | 147     | 3              |
| Argentina       | Facundo Bagnis         | 155     | 4              |
| Stati Uniti     | Wayne Odesnik          | 163     | 5              |
| Francia         | Lucas Pouille          | 186     | 6              |
| Egitto          | Mohamed Safwat         | 192     | 7              |
| Venezuela       | David Souto            | 208     | 8              |

### Altri partecipanti
Giocatori che hanno ricevuto una wild card:
- Michael Quintero
- Giovanni Lapentti
- Eduardo Struvay
- Juan Carlos Spir

Giocatori che sono passati dalle qualificazioni:
- Gonzalo Escobar
- Sergio Galdós
- Ryusei Makiguchi
- Mathias Bourgue

## Vincitori

### Singolare
Gonzalo Lama ha battuto in finale  Marco Trungelliti con il punteggio di 6–3, 4–6, 6–3

### Doppio
Facundo Bagnis /  Eduardo Schwank hanno battuto in finale  Nicolás Barrientos /  Eduardo Struvay con il punteggio di 6–3, 6–3